# 若澤·蘇格拉底
若澤·蘇格拉底·卡瓦略·平托·德索萨（葡萄牙語：José Sócrates Carvalho Pinto de Sousa，1957年9月6日—），生于葡萄牙北部阿利若市（Vilar de Maçada）。获土木工程学士学位和医疗工程硕士学位。1981年加入葡萄牙社会党。2004年9月当选葡萄牙社会党总幹事。2005年3月12日就任第15届宪法政府总理。离婚，有两个儿子。
2011年3月23日，由于葡萄牙议会投票否决了政府递交的财政紧缩方案，他宣布决定辞去总理职务。2014年11月21日，因涉嫌詐欺、貪腐及洗錢等罪名，在飛抵里斯本機場時被逮捕。